# Weine (Büren)
Weine ist eine Ortschaft der Stadt Büren im Kreis Paderborn, Nordrhein-Westfalen.

## Geographie
Der Ort liegt 3 km südlich von der Altkreisstadt Büren im Almetal. Durch den Ort fließt der Fluss Alme.

## Geschichte
Erstmals urkundlich erwähnt wurde Weine im Jahre 1015 in der Vita Meinwerci episcopi Patherbrunnensis. Der Ort gehörte bis zu den Napoleonischen Kriegen zur Herrschaft Büren im Hochstift Paderborn. Im Königreich Westphalen bildete der Ort von 1807 bis 1813 eine Gemeinde im Kanton Büren des Distrikts Paderborn im Departement der Fulda. 1816 kam die Gemeinde Weine zum neuen Kreis Büren, in dem sie bis 1895 zum Amt Büren und danach bis 1974 zum Amt Büren-Land gehörte. Am 1. Januar 1975 wurde Weine in die Stadt Büren eingemeindet; gleichzeitig kam die Stadt Büren zum Kreis Paderborn.

### Einwohnerentwicklung
Weine hat ca. 567 Einwohner (Stand: 31. Dezember 2019). Besonders charakteristisch für den Ort ist die hohe Anzahl von Familien.
Die Gemeinde hatte am 6. Juni 1961 469 und am 27. Mai 1970 – beides sind Volkszählungstermine – 518 Einwohner.

## Verkehr
Weine ist an das Netz des Nahverkehrsverbundes Paderborn-Höxter angeschlossen. Es fahren Busse nach Büren und nach Brilon, von wo aus dann weitere Anschlussbusse fahren.

## Politik
Ortsvorsteher von Weine ist Norbert Steven (CDU). Zusätzlich wird Weine im Bürener Stadtrat durch Marco Sudbrak (SPD) vertreten.

## Besonderheiten
Weine hat trotz der kleinen Einwohnerzahl einen eigenen Kindergarten vor Ort, welcher sich in der „Alten Schule“ befindet.
Die „Alte Schule“ ist eine Art Bürgerhaus, in dem sich Vereinen ein Raum für ihr Vereinsleben bietet. So findet sich unter anderem der Proberaum des Chores „Frohgestimmt“ und des Musikvereins Weine in den Räumlichkeiten. Aber auch ein von der Katholischen Landjugendbewegung benutzter Jugendraum ist vorhanden.
Zusätzlich hat Weine noch eine Schützenhalle, die vom Schützenverein verwaltet wird.
Die kleine Dorfkapelle wurde 1836 erbaut und die am Ortsrand gelegene Weiner Mühle.

## Kultur
Zusätzlich zum jährlichen Schützenfest zu Pfingsten ist auch das Maibaum aufstellen ein Fest, welches in jedem Jahr von einem anderen Verein ausgerichtet wird. Auf dem Maibaum finden sich Tafeln aller Vereine des Ortes.